# Білоусова-Шотадзе Тамара Василівна
Тамара Василівна Білоусова-Шотадзе (нар. 7 серпня 1924, Французьке (нині — Лисогірка) Кодимського району Одеської губернії, Української СРР — пом. 31 січня 2013, Тбілісі, Грузія) — радянська і грузинська театральна актриса українського походження, народна артистка Грузинської РСР.

## Життєпис
Тамара Шотадзе народилася 7 серпня 1924 року в селі Французьке Української СРР. Закінчила театральну студію при Тбіліській кіностудії (зараз «Грузія-фільм») у 1945 році. У 1946 році увійшла до складу трупи Тбіліського драматичного театру імені О. С. Грибоєдова і пропрацювала в ньому все життя, зігравши на сцені театру більше 200 ролей.
Померла Тамара Шотадзе 31 січня 2013 року у Тбілісі (Грузія).

### Родина
- Чоловік — Давид Шотадзе
- Син — Гіоргі Шотадзе

## Нагороди
- Народна артистка Грузинської РСР (1966).

## Роботи в театрі
- «Скажені гроші» Олександра Островського (реж. Г. Товстоногов) — Лідія
- «Вовки та вівці» О. Островського (реж. Г. Гвініашвілі) — Глафіра
- «Лихо з розуму» Олександра Грибоєдова (реж. А. Такайшвілі) — Софія
- «Дачники» Максима. Горького (реж. Неллі Ешба) — Варвара
- «Мільйонерка» Бернарда Шоу (реж. Н. Ешба) — Епіфанія
- «Маскарад» Михайла Лермонтова (реж. М. Гершт) — баронеса Штраль
- «Останні» М. Горького (реж. О. Товстоногов) — Надія
- «Дев'ятий праведник» Е. Юрандот (реж. Л. Товстоногов) — Ахса
- «Стакан води» Е. Скриба (реж. Л. Джаш) — герцогиня Мальборо
- «Метелик, метелик» А. Ніколаї (реж. Л. Джаш) — Една
- «Зрада» А. Сумбаташвілі-Южина (реж. Г. Жорданія) — Ісахара
- «Дім Бернарди Альби» Гарсіа Лорки (реж. К. Сурмава) — Марія Хосефа
- «Життя прекрасне»: «Теща-адвокат» (інсценізація творів Антона Чехова і режисура А. Варсимашвілі) — теща